# Linh sam Douglas
Linh sam Douglas (tên khoa học: Pseudotsuga menziesii) hay còn gọi là Hoàng sam là một loài thực vật hạt trần trong họ Thông. Loài này được (Mirb.) Franco miêu tả khoa học đầu tiên năm 1950. Linh sam Douglas là một loại cây lá kim có nguồn gốc từ Bắc Mỹ. Cây được trồng ở nhiều vùng khí hậu ôn đới. Tên loài này được đặt để vinh danh David Douglas, một nhà thực vật học người Scotland, người đầu tiên phân loại loài cây này.

## Phân loài
Phân loài thường gặp gồm:
- Linh sam Douglas duyên hải (Pseudotsuga menziesii subsp. menziesii)
- Linh sam Douglas Dãy núi Rocky (Pseudotsuga menziesii subsp. glauca)

## Hình ảnh

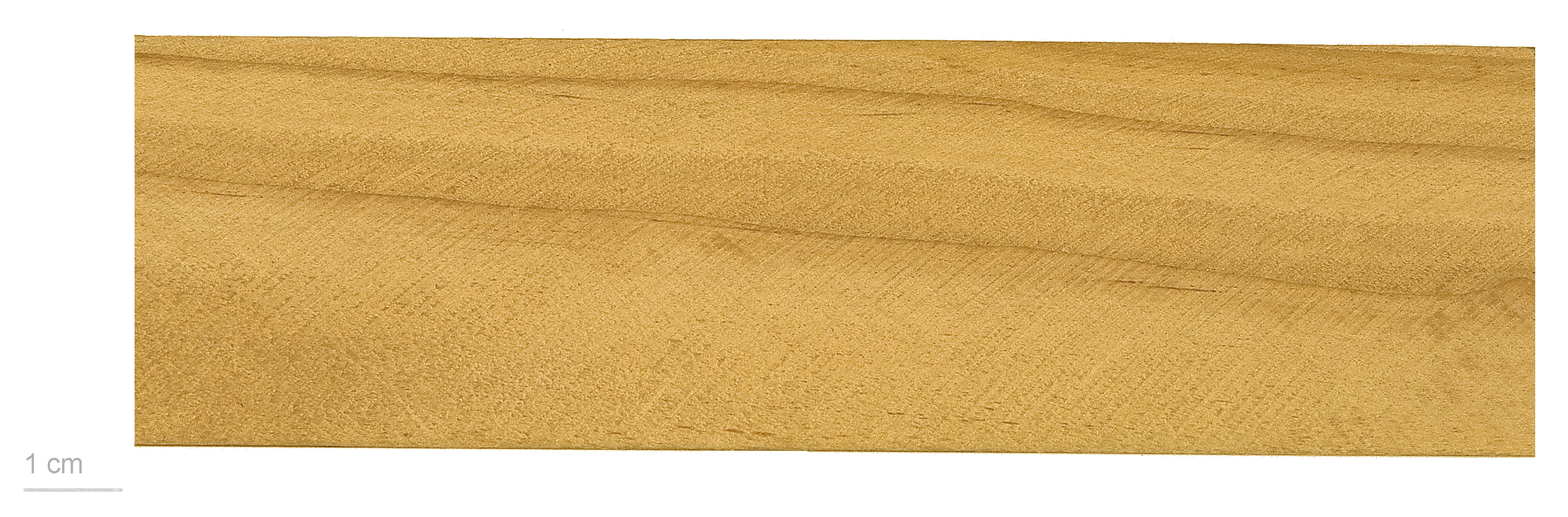
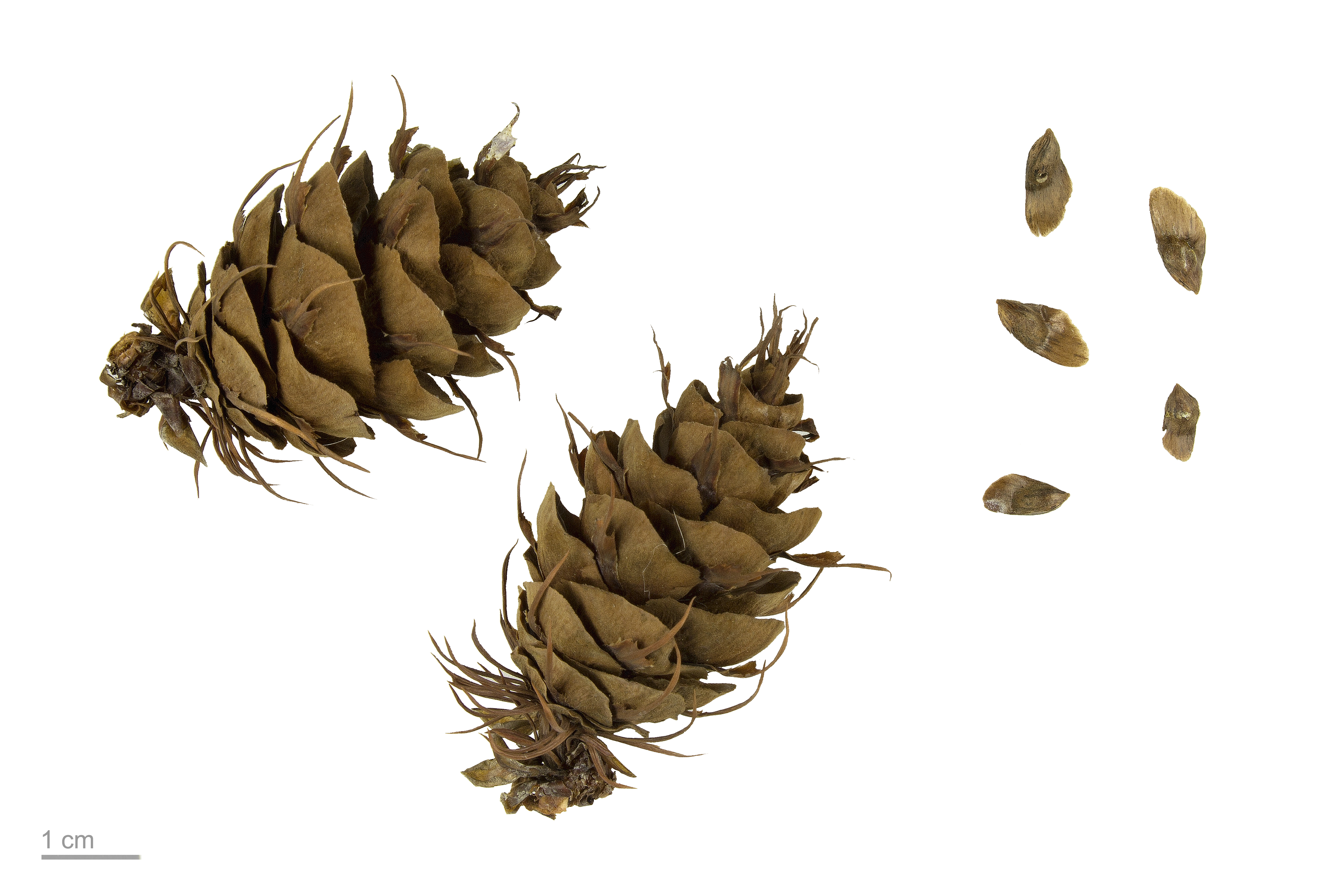
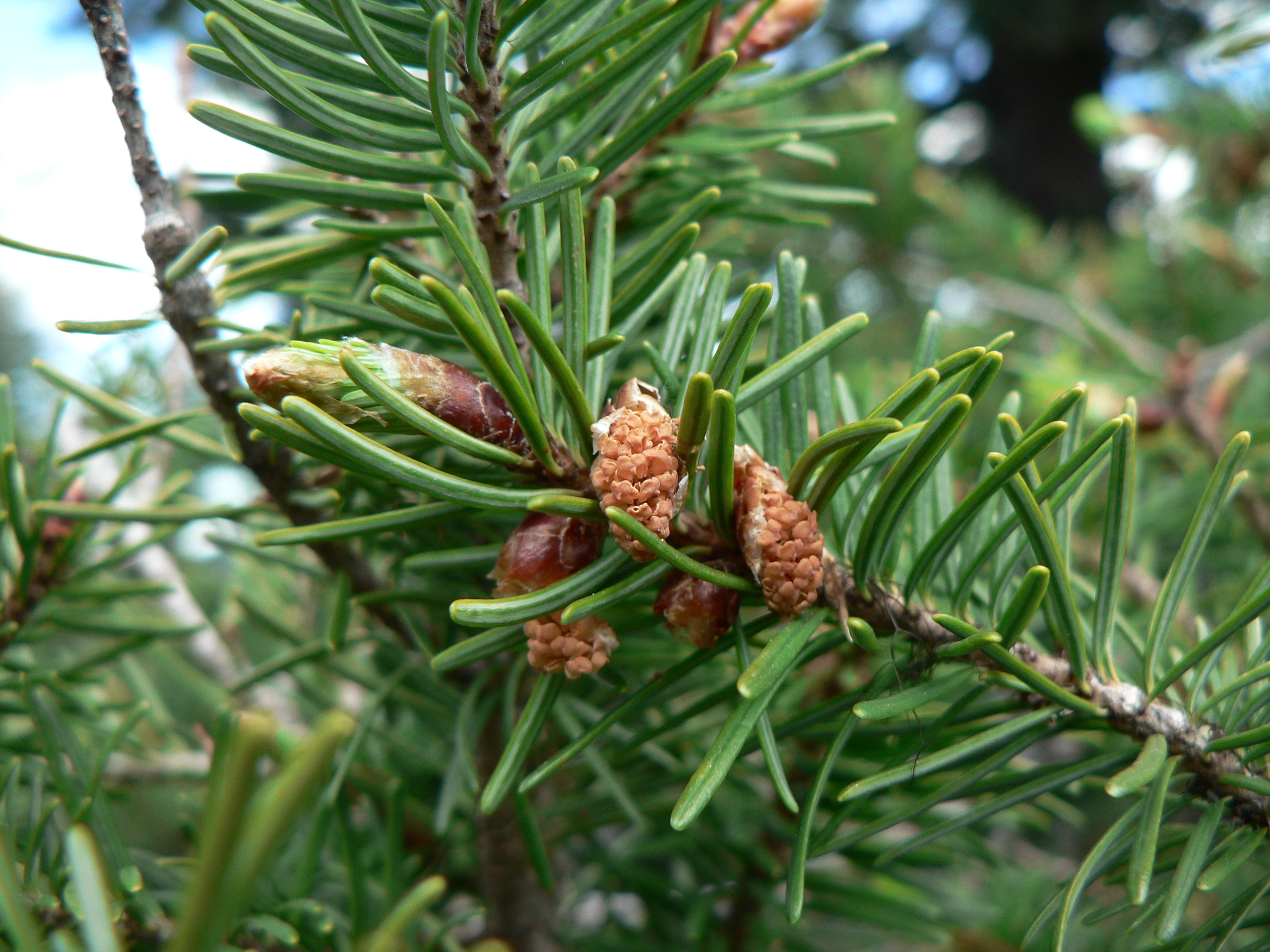
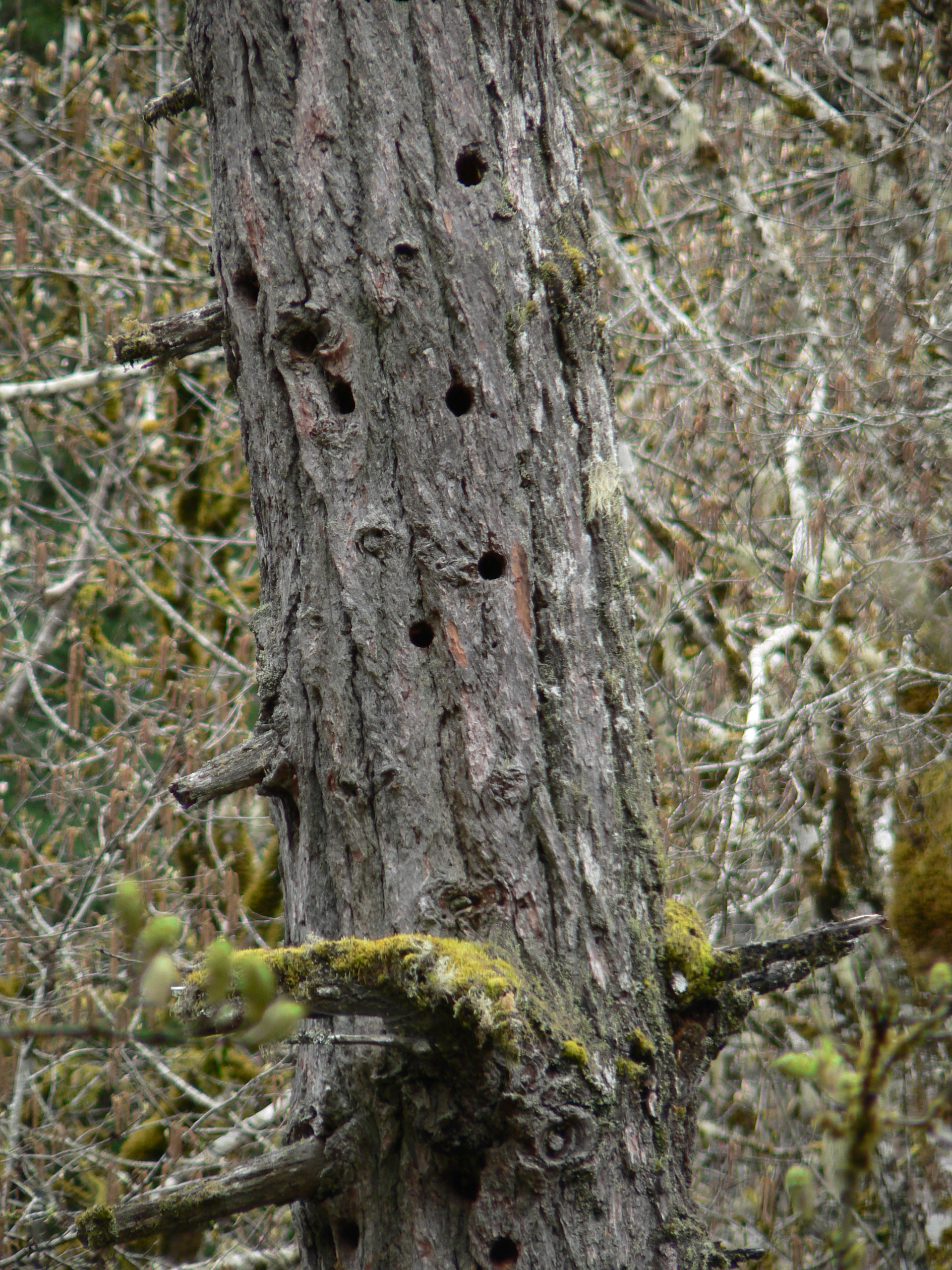
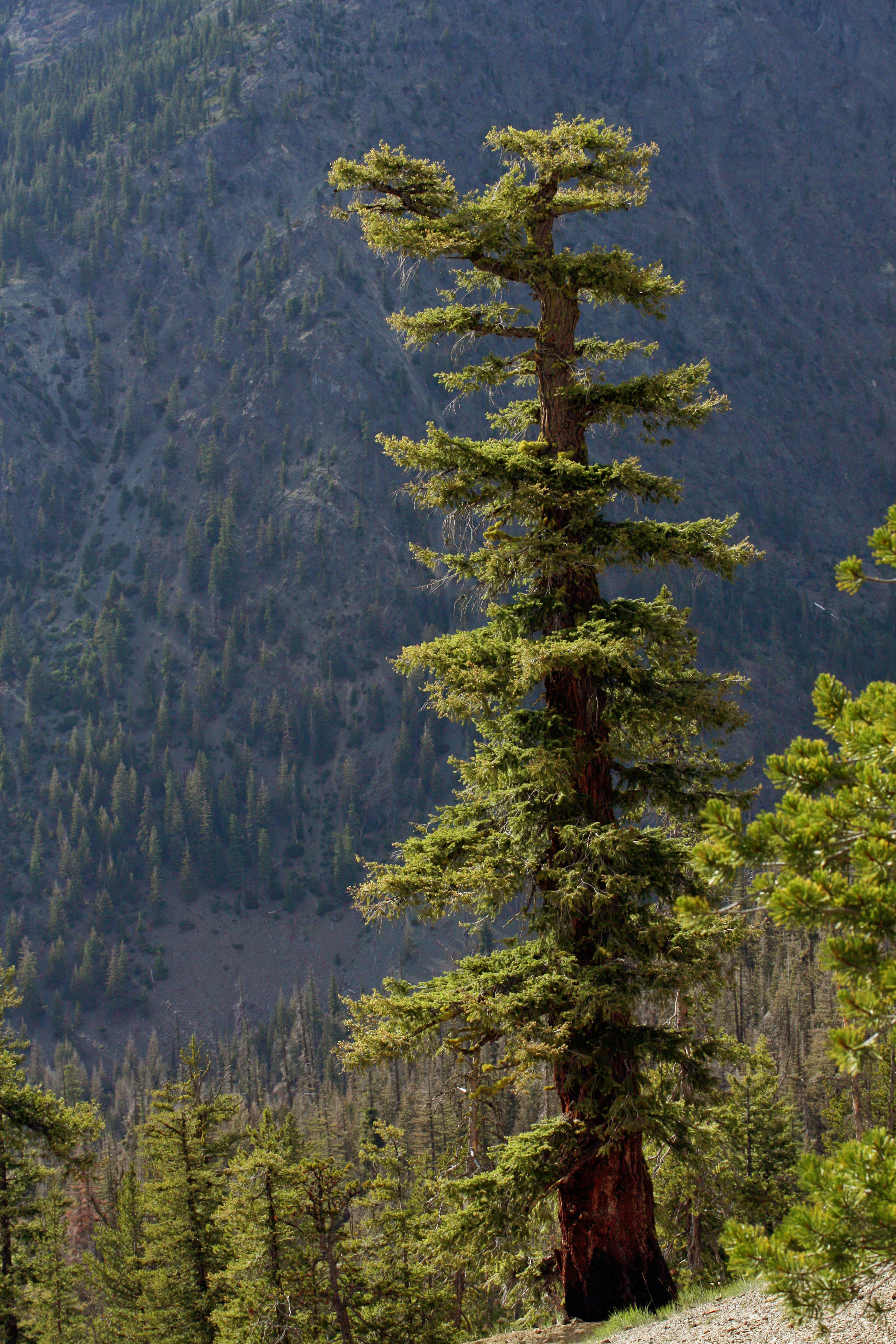
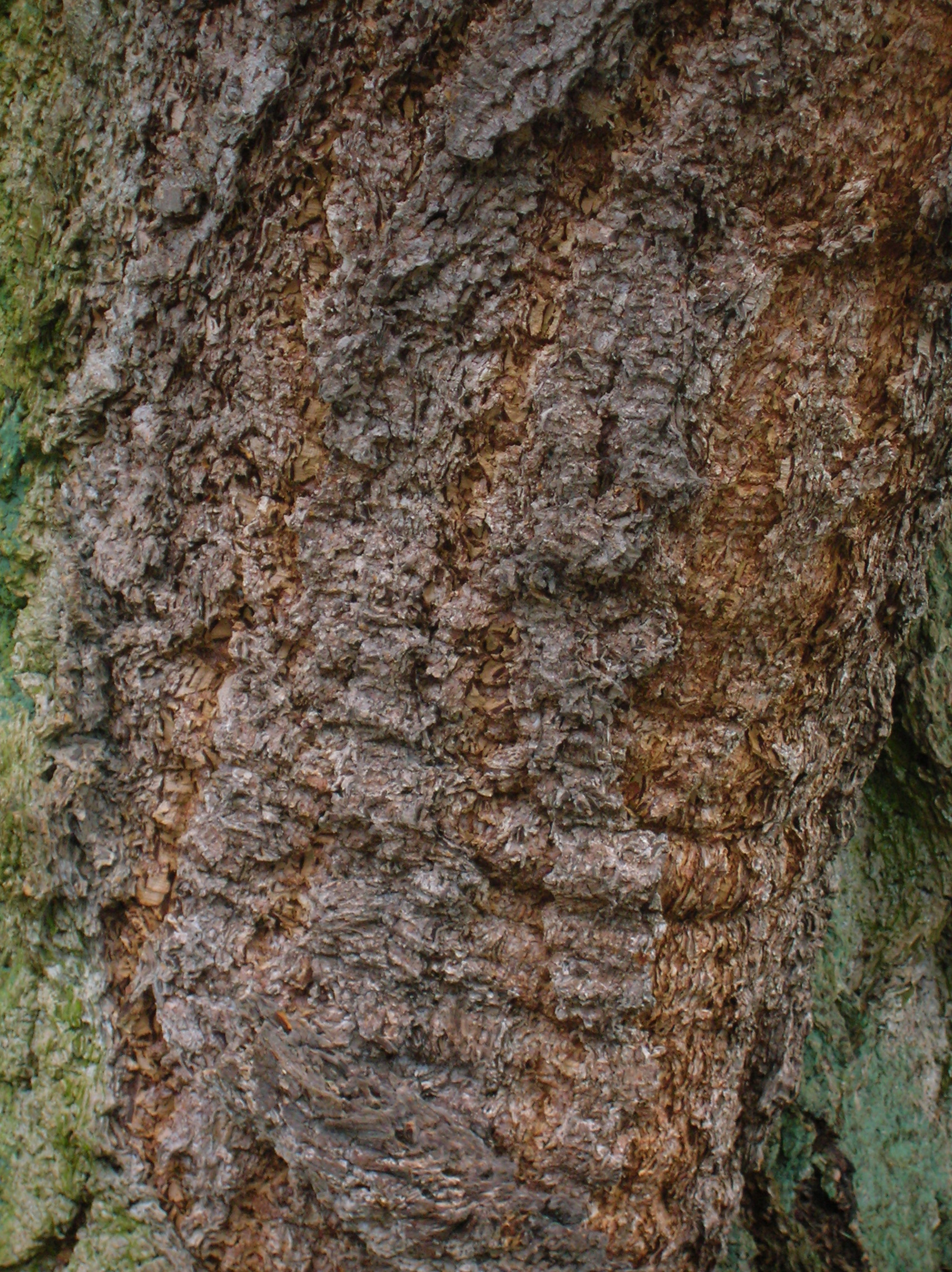
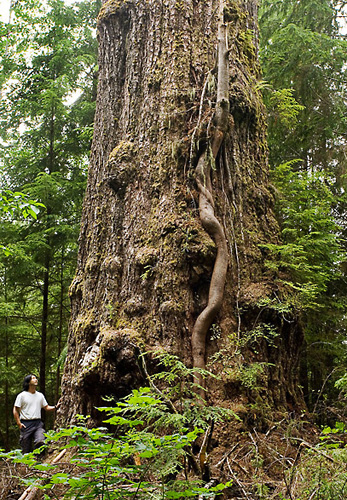
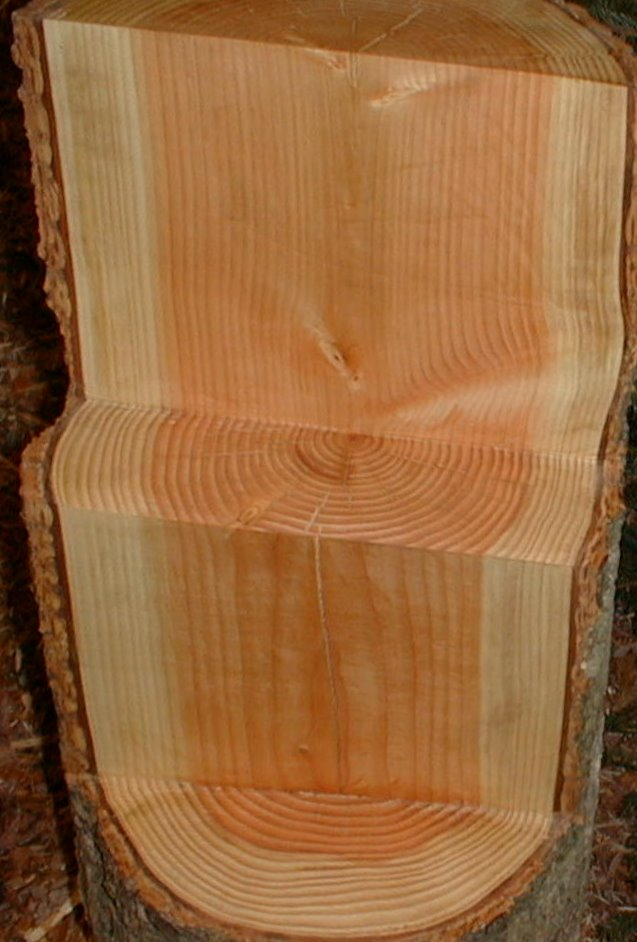
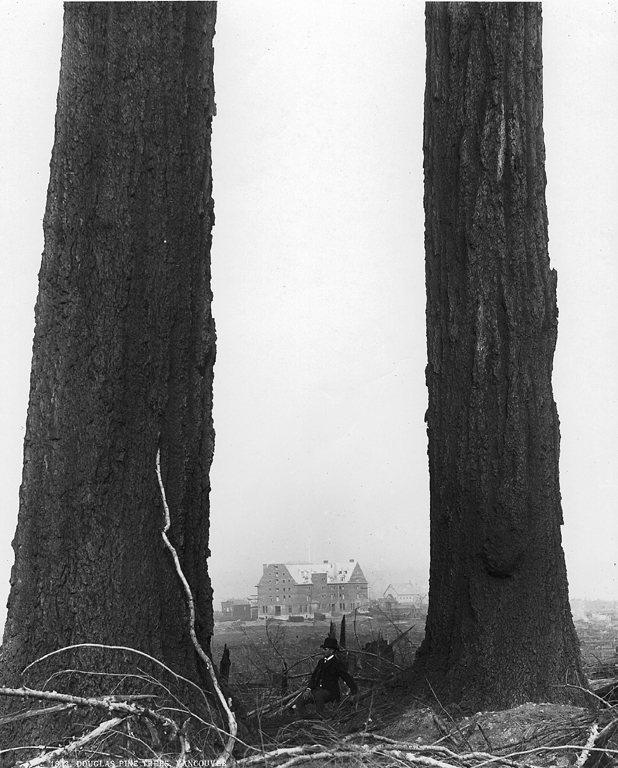